# Josef Merk
Josef (eller Joseph) Merk (15. marts 1795—16. juni 1852) var en østrigsk violoncellist.
Merk var medlem af operaorkestret i Wien og lærer ved konservatoriet. Han gjorde vidtstrakte koncertrejser og udgav blandt andet fortræffelige etuder for sit instrument.